# Processus de Bernoulli
En probabilités et en statistiques, un processus de Bernoulli est un processus stochastique discret qui consiste en une suite de variables aléatoires indépendantes qui prennent leurs valeurs parmi deux symboles. Prosaïquement, un processus de Bernoulli consiste à tirer à pile ou face plusieurs fois de suite, éventuellement avec une pièce truquée. Une variable dans une séquence de ce type peut être qualifiée de variable de Bernoulli.
Un processus de Bernoulli est une chaîne de Markov. Son arbre de probabilité est un arbre binaire.

## Définition
Un processus de Bernoulli est un processus stochastique discret qui consiste en une suite finie ou infinie de variables aléatoires indépendantes X1, X2, X3… telles que :
- quel que soit i, la valeur de Xi est soit 0, soit 1 ;
- pour toutes les valeurs de i, la probabilité que Xi = 1 est le même nombre p.

Autrement dit, un processus de Bernoulli est une suite d'épreuves de Bernoulli indépendantes et équiprobables. Les deux valeurs possibles pour chaque Xi sont souvent appelées « succès » et « échec », et c'est ainsi que, lorsqu'elle est exprimée sous la forme 0 ou 1, la valeur est décrite comme le nombre de succès après la i-ème « épreuve ». Les différentes variables succès/échec Xi sont également appelées épreuves de Bernoulli.
L'indépendance des épreuves de Bernoulli suppose la propriété d'absence de mémoire : les épreuves passées ne donnent aucune information sur les résultats à venir. À partir de n'importe quel moment, les épreuves futures forment également un processus de Bernoulli indépendant du passé (propriété de départ à neuf).
Les variables aléatoires associées au processus de Bernoulli comprennent
- le nombre de succès lors des n premiers essais, qui suit une loi binomiale ;
- le nombre d'épreuves nécessaires pour obtenir r succès, qui suit une loi binomiale négative ;
- le nombre d'épreuves nécessaires pour obtenir un succès, qui suit une loi géométrique, qui est un cas particulier de la loi binomiale négative.

Le problème consistant à exécuter le processus avec seulement un échantillon fini d'épreuves de Bernoulli est connu comme le problème de vérifier si une pièce est normale.

## Définition formelle
Le processus de Bernoulli peut être formalisé dans le langage des espaces de probabilités. Un processus de Bernoulli est un espace de probabilités (Ω , Pr) associé à une famille de variables aléatoires indépendantes Xi  définies sur cet espace, à valeurs dans {0 ; 1}, et telles que pour chaque i, on ait 
Xi = 1 avec la probabilité p et Xi = 0 avec la probabilité 1 – p. 

## Suite de Bernoulli
Étant donné un processus de Bernoulli défini sur un espace de probabilités (Ω , Pr), on peut associer à chaque ω ∈ Ω une suite d'entiers
{\displaystyle \mathbb {Z} ^{\omega }=\{n\in \mathbb {Z} :\mathrm {X} _{n}(\omega )=1\}}
appelée la suite de Bernoulli. Ainsi, par exemple, si ω représente une suite de tirages à pile ou face, alors la suite de Bernoulli est la liste d'entiers pour lesquels on a obtenu face.
Presque toutes les suites de Bernoulli sont des suites ergodiques.

## Extraction aléatoire
Étant donné un processus de Bernoulli avec p ≠ 1/2, on peut en déduire un processus de Bernoulli avec p = 1/2 grâce à l'extracteur de Von Neumann, le plus ancien extracteur aléatoire.
À partir de la suite de 0 et de 1 originelle, on extrait une nouvelle suite de 0 et de 1 en groupant les valeurs en paires de 0 et de 1 successives. On déduit de ces paires la nouvelle suite de 0 et de 1 ainsi :
- si les valeurs sont égales, on n'en garde aucune ;
- si les valeurs ne sont pas égales, on garde la première des deux.

La table de conversion est donc la suivante :
| entrée | sortie |
| ------ | ------ |
| 00     | rien   |
| 01     | 0      |
| 10     | 1      |
| 11     | rien   |

Comme il faut deux valeurs en entrée pour produire une valeur ou aucune, la sortie sera au moins deux fois plus courte que l'entrée.
En notant q = 1 – p, l'extracteur élimine en moyenne p2 + q2 des données en entrée. Cette valeur est minimale lorsque p = 1/2, où il élimine la moitié des paires en entrée, et dans ce cas la sortie sera en moyenne quatre fois plus courte que l'entrée.
Les données en sortie comprennent un nombre égal de 0 et de 1, puisque 10 et 01 sont équiprobables, car tous les deux ont la probabilité pq.

## Décalage de Bernoulli
Comme chaque épreuve a un résultat parmi deux, la suite des épreuves peut être représentée par les chiffres binaires d'un nombre réel. Quand la probabilité p vaut 1/2, toutes les suites possibles sont équiprobables, c'est pourquoi la mesure de la tribu du processus de Bernoulli est équivalent à la mesure uniforme sur l'intervalle unité : autrement dit, les nombres réels sont distribués uniformément sur l'intervalle unité. 
L'opérateur de décalage T qui passe à la variable aléatoire suivante, 
{\displaystyle \mathrm {T} X_{i}=X_{i+1}}
correspond alors au décalage de Bernoulli ou fonction dyadique
{\displaystyle b(z)=2z-\mathrm {E} (2z)=\{2z\}}
où z ∈ [0 ; 1] représente une suite donnée de mesures et où E(z) est la partie entière, le plus grand entier inférieur ou égal à z. En termes familiers, le décalage de Bernoulli fait « sauter » le chiffre le plus à gauche de la représentation binaire de z.
Le décalage de Bernoulli est un modèle soluble exactement de chaos déterministe. L'opérateur d'évolution, appelé également opérateur de Frobenius-Perron, du décalage de Bernoulli peut être déterminé ; ses valeurs propres sont des puissances de 1/2, et ses fonctions propres sont les polynômes de Bernoulli.

## Schéma de Bernoulli
En théorie ergodique, la généralisation du processus de Bernoulli à deux résultats ou plus est appelée un schéma de Bernoulli[réf. souhaitée].
Dans l'enseignement secondaire français, un schéma de Bernoulli de paramètres n et p désigne une suite de n épreuves de Bernoulli indépendantes de même paramètre p.

### Sources et bibliographie
- Carl W. Helstrom, Probability and Stochastic Processes for Engineers, (1984) Macmillan Publishing Company, New York  (ISBN 0-02-353560-1).
- Dimitri P. Bertsekas et John N. Tsitsiklis, Introduction to Probability, (2002) Athena Scientific, Massachusetts  (ISBN 1-886529-40-X)
- Pierre Gaspard, "r-adic one-dimensional maps and the Euler summation formula", Journal of Physics A, 25 (letter) L483-L485 (1992). (Décrit les fonctions propres de l'opérateur d'évolution du décalage de Bernoulli)
- Dean J. Driebe, Fully Chaotic Maps and Broken Time Symmetry, (1999) Kluwer Academic Publishers, Dordrecht Netherlands  (ISBN 0-7923-5564-4) (Les chapitres 2, 3 et 4 passent en revue les résonances de Ruelle et le formalisme sous-dynamique pour résoudre le décalage de Bernoulli).